# Monique Ganderton
Monique Ganderton (ur. 6 sierpnia 1980 w Edmonton) – kanadyjska aktorka i kaskaderka.

## Życiorys
Urodziła się w Edmonton w Kanadzie. Od najmłodszych lat przejawiała zamiłowanie do sportu osiągając wysoki poziom m.in. w lekkoatletyce, jeździectwie i nurkowaniu. Zajmuje się również sztukami walki oraz posiada uprawnienia instruktora snowboardu. Została odkryta w lokalnym centrum handlowym przez agenta modelek. W wieku 18 lat przeprowadziła się do Toronto, aby kontynuować modeling.
Karierę w przemyśle filmowym rozpoczęła od pracy kaskaderki do której namówił ją Sylwester Stallone. Oprócz pracy kaskaderki pojawia się od czasu do czasu w epizodycznych rolach. Często otrzymuje gościnne role w telewizyjnych produkcjach, filmach fabularnych, filmach krótkometrażowych i serialach telewizyjnych. Pełniła też rolę dublerki, m.in.: Nicole Kidman, Rebecca Romijn, Famke Janssen, Daryl Hannah, Sigourney Weaver, Jane Lynch, Mandy Moore i Leelee Sobieski.
Wspólnie z Samem Hargrave założyła wytwórnię – SamMo Entertainment, zajmującą się produkcją filmów krótkometrażowych. Obecnie mieszka w Los Angeles.

## Filmografia

### Filmy
| Rok                | Tytuł                                        | Rola                                                               |
| ------------------ | -------------------------------------------- | ------------------------------------------------------------------ |
| 2001               | Hendrix (TV)                                 | Seksowna dziewczyna                                                |
| 2002               | Chicago                                      | Naga kobieta #1                                                    |
| 2006               | Kult                                         | Gorąca kobieta z rogiem (niewymieniona w czołówce)                 |
| 2006               | The Secrets of Comfort House (TV)            | Żona (niewymieniona w czołówce)                                    |
| 2007               | A.M.P.E.D. (TV)                              | Kobieta mutant                                                     |
| 2007               | When a Man Falls in the Forest               | Kobieta z czerwonym szalikiem                                      |
| 2007               | Numb                                         | Debra                                                              |
| 2007               | Coffee Diva (krótkometrażowy)                | Fanka z telefonem komórkowym                                       |
| 2008               | Inseparable (TV)                             | Carla                                                              |
| 2009               | Another Day in Hell                          | Emily Mesmer                                                       |
| 2009               | Król wojowników                              | Mature                                                             |
| 2010               | 30 dni mroku: Czas ciemności                 | Betty (niewymieniona w czołówce)                                   |
| 2010               | Zlecenie na śmierć                           | Kim                                                                |
| 2010               | Merlin and the Book of Beasts (TV)           | Moira Gorgon                                                       |
| 2010               | Unrivaled                                    | Gracie Duran                                                       |
| 2010               | Hard Ride to Hell                            | Ciężarna kobieta                                                   |
| 2010               | Saga „Zmierzch”: Zaćmienie                   | Zimna istota                                                       |
| 2010               | The King of Fighters                         | Mature                                                             |
| 2011               | Sucker Punch                                 | Pielęgniarka przy zabiegu lobotomii / Dziewczyna Ostrego Gracza #1 |
| 2011               | Seven Layer Dip (krótkometrażowy)            | Mo                                                                 |
| 2011               | Bad Meat                                     | Peters                                                             |
| 2012               | Midnight Sun (TV)                            | Zakopana kobieta                                                   |
| 2013               | Hansel i Gretel: Łowcy czarownic             | Czarownica ze słodyczami / Matka                                   |
| 2013               | Tajemnicza przesyłka                         | Monique                                                            |
| 2013               | Marked (TV)                                  | Sophia                                                             |
| 2013               | Game Changer (krótkometrażowy)               | Bernhnard                                                          |
| 2014               | Compass Rose (krótkometrażowy)               | Kobieta w czerni                                                   |
| 2015               | American Ultra                               | Crane                                                              |
| 2015               | The Hunted                                   | Susan                                                              |
| 2015               | Tomorrowland                                 | Dave Clark #1 (niewymieniona w czołówce)                           |
| 2016               | X-Men: Apocalypse                            | Jeździec Apokalipsy – Śmierć                                       |
| 2016               | American Ultra                               | Crane                                                              |
| 2016               | The Hunted: Origins (krótkometrażowy)        | Susan                                                              |
| 2017               | S.W.A.T.: Under Siege                        | Simone                                                             |
| 2018               | Avengers: Wojna bez granic                   | On-Set Proxima Midnight                                            |
| 2019               | Avengers: Koniec gry                         | On-Set Proxima Midnight                                            |
| 2020               | Boss Bitch Fight Challenge (krótkometrażowy) | Monique                                                            |
| (Źródło: IMDb.com) |                                              |                                                                    |

### Seriale
| Rok                | Tytuł                        | Rola                                |
| ------------------ | ---------------------------- | ----------------------------------- |
| 2001               | Mutant X                     | Donna Morse                         |
| 2004               | Poszukiwani                  | Lobyanka                            |
| 2005               | Słowo na L                   | Kobieta na klatce schodowej         |
| 2006               | 4400                         | Strażnik (niewymieniona w czołówce) |
| 2007               | Nie z tego świata            | Rudzielec                           |
| 2007               | Więzy krwi                   | Magaera                             |
| 2007               | Fallen                       | Sachael                             |
| 2009               | Tajemnice Smallville         | Alia                                |
| 2011               | Bez litości                  | Rosjanka #1                         |
| 2012               | Continuum: Ocalić przyszłość | Yvonne Ducelle                      |
| 2012               | Ring of Fire                 | Reporter                            |
| 2013               | Jeździec bez głowy           | Serilda                             |
| 2014               | The Tomorrow People          | Nelly                               |
| 2014               | The 100                      | Aurora Blake                        |
| 2016               | UnReal                       | Brandi                              |
| (Źródło: IMDb.com) |                              |                                     |